# Diadumeniano
Marco Opellio Antonino Diadumeniano (in latino Marcus Opellius Antoninus Diadumenianus; 14 settembre 208 – Zeugma, giugno 218) è stato un imperatore romano, figlio dell'imperatore Macrino.

## Biografia
Quando nel 217 suo padre si nominò imperatore, Diadumeniano venne da questi nominato "Cesare" ed erede. L'anno seguente nel 218 venne nominato "Augusto". Secondo gli Scriptores della Historia Augusta, Diadumeniano emulò il padre in quanto a tirannia. Egli incitò Macrino a non risparmiare nessuno di quelli che potevano opporglisi o che tramavano contro di loro.
Diadumeniano ebbe poco tempo per godere della sua posizione, perché le legioni della Siria si ribellarono e proclamarono il quattordicenne Eliogabalo come imperatore dell'Impero romano. Quando Macrino venne sconfitto dagli insorti nella battaglia di Antiochia, l'8 giugno 218, cercò la fuga e inviò il figlio con un ambasciatore dal re dei Parti. Entrambi vennero però catturati e giustiziati. Diadumeniano venne decapitato e la sua testa venne presentata come trofeo ad Eliogabalo.
Secondo le fonti e la cronologia degli imperatori romani, Diadumeniano fu l’imperatore più giovane che abbia mai regnato.